# Narcosantos
Narcosantos (en coreano: 수리남 ; lit. Surinam) es una  serie de televisión de transmisión de Corea del Sur dirigida por Yoon Jong-bin. Protagonizada por Ha Jung-woo, Hwang Jung-min, Jo Woo-jin, Park Hae-soo y Yoo Yeon-seok. Basada en hechos reales, la serie muestra a un empresario ordinario que no tiene más remedio que arriesgar su vida al unirse a la misión secreta de los agentes del gobierno para capturar a un narcotraficante coreano que opera en Surinam, una nación del nororiente sudamericano. Se estrenó el 9 de septiembre de 2022 en Netflix.

## Elenco

### Principal
- Ha Jung-woo como Kang In-gu, un hombre que comienza un nuevo negocio en Surinam.[4]
- Hwang Jung-min como Jeon Yo-hwan, un sacerdote y narcotraficante.[5]
- Jo Woo-jin como Byeon Ki-tae.
- Park Hae-soo como Choi Chang-ho, agente del gobierno surcoreano.[3]
- Yoo Yeon-seok como David Park.

### Secundario
- Choo Ja-hyun.
- Chang Chen.[6]
- Go Geon-han como un agente del NIS.[7]
- Nubel Feliz Yan como el mercenario 2.[8]

## Producción

### Fundición
El 23 de marzo de 2021, se les unieron oficialmente Jo Woo-jin, Yoo Yeon-seok, Park Hae-soo y Choo Ja-hyun. Además de Ha Jung-woo y Hwang Jung-min, quienes ya habían sido confirmados como los papeles principales. La primera lectura de guion del elenco se llevó a cabo el 22 de marzo de 2021 en un lugar de Seúl.

### Rodaje
La producción planeada para ser filmada en República Dominicana a partir de abril del año pasado[¿cuándo?], debido a la pandemia de COVID-19, la producción se pospuso indefinidamente. Más tarde, la producción comenzó a filmar en un set en Corea del Sur desde abril pasado y decidió filmar en el país hispanocaribeño durante unos dos meses a partir de noviembre.
El 9 de noviembre de 2021, se informó que los actores y el personal partieron a República Dominicana a fines de octubre y planea regresar a Asia Oriental a mediados de diciembre. Yoo Yeon-seok regresó recientemente a Corea del Sur a fines de octubre, Hwang Jung-min y Ha Jung-woo partieron a República Dominicana a fines de octubre y principios de noviembre. Está previsto que Jo Woo-jin abandone el país pronto rumbo al Caribe.
La serie se produjo con un costo estimado de ₩35 mil millones.